# Бабрак Хан
Бабрак Хан (пушту ببرک خان ځدراڼ‎; умер около 1925 года) — вождь пуштунского племени Задран, отец Саида Акбара Бабрака (убийцы первого премьер-министра Пакистана Лиаката Али Хана) и Мазрака Задрана (лидера повстанцев во время восстаний афганских племен 1944—1947 годов).

## Биография

### Ранние годы
Бабрак хан родился в Альмаре . Он был сыном Мазар-хана (на пушту: مزرک خان). Большую часть своей юности Бабрак провел в бедности.

### Вождь

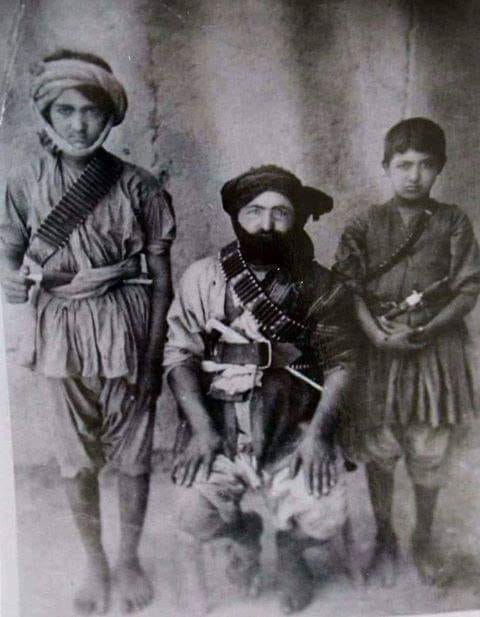
Бабрак Хан с двумя сыновьями

В 1898 году под началом Бабрака было пять рот задранских хасадаров, которых он содержал по контракту с эмиром Абдур-Рахман-ханом, но впоследствии они были расформированы, а их место заняли регулярные войска. По словам Людвига Адамца, он принимал участие в подавлении восстания в провинции Хост в 1912 году, хотя племя задран (вождем которого он предположительно был) сражалось против афганского правительства, согласно ежегоднику «Британика» за 1913 год. Задраны сожгли свою резиденцию в 1913 году. В 1917 году он возглавлял делегацию ведущих задранских маликов, которая посетила назыма Хоста с целью заключения мира с англичанами. Он также пытался удержать задранцев от беспокойства на границе с Точи. В марте 1919 года Бабрак отправился в Кабул с Саидом Мусой Шахом Мандозаем, чтобы предложить верность Аманулле Хану. В мае он отправил гонцов к Мираншаху и Шерани, чтобы призвать маликов. Во время Третьей англо-афганской войны он сопровождал афганскую армию до Матуна и, как говорили, участвовал в нападении Надир-хана на Тал. За свои усилия на войне он был повышен до звания почетного бригадного генерала и наиба салара.

### Смерть и наследование
Источники расходятся во мнениях относительно обстоятельств смерти Бабрака. В марте 1924 года в Хосте вспыхнуло восстание, и племя Задран было среди племен, выступавших против афганского правительства, согласно Руководству по внутригосударственным войнам. Людвиг Адамец и Дэвид Б. Эдвард согласны с тем, что Бабрак погиб, сражаясь во время восстания в Хосте, но не согласны с тем, в каком году — Эдвардс помещает это в 1924 году, а Адамец помещает это в 1925 году . Адамец и Эдвардс оба утверждают, что Бабрак Хан сражался за афганское правительство против того, что было бы его собственным племенем согласно Руководству по внутригосударственным войнам. Однако Джордж Фетерлинг утверждает, что Бабрак действительно возглавил восстание племени Задрана и погиб, сражаясь против афганского правительства, после чего его сменил его сын Мазрак Задран. Рея Тэлли Стюарт, похоже, противоречит утверждениям о том, что Бабрак возглавлял племя Задран во время восстания в Хосте, заявляя, что задран возглавлял на данный момент — Бурланд Хан.